# R. D. Call
Roy Dana Call (* 16. Februar 1950 in Ogden, Utah; † 27. Februar 2020) war ein US-amerikanischer Schauspieler.

## Leben
Call wurde als erstes von vier Kindern von Edith L. Coker und Jedd L. Call geboren und wuchs in Layton im US-Bundesstaat Utah auf. Er hatte einen Bruder namens Rick und zwei Schwestern, Quay und Cindy. Die Familie gehörte der Kirche Jesu Christi der Heiligen der Letzten Tage an, die Call allerdings als Jugendlicher verließ.
Seine Schulzeit verbrachte er an der E. M. Whitesides Elementary School und der Central Davis Junior High School; dort kam er auch erstmals mit der Schauspielerei in Berührung, spielte in diversen Bühnenstücken und wurde für die Verkörperung des Stanley in Endstation Sehnsucht ausgezeichnet.
Nach dem Abschluss der High School im Jahr 1968 studierte er Theaterwissenschaften an der Utah State University und später an der Weber State University. Zu dieser Zeit trat er in ersten Bühnenproduktionen wie Richard II. auf und spielte die Rolle des Rico in dem Musical West Side Story.
Am 14. April 1972 heiratete er seine Jugendliebe Nita Nickerson – die Ehe wurde allerdings im Dezember 1981 geschieden und blieb kinderlos. Das Paar zog 1975 nach Los Angeles, ein Semester vor dem Abschluss ihres Studiums, und Call begann eine Ausbildung an der Lee Strasberg Acting School; später wurde er Ensemble-Mitglied der Los Angeles Repertory Theater Group und nahm seinen Künstlernamen R.D. Call an.
Call trat in mehreren Filmen von Walter Hill auf und wurde ein enger Freund von Sean Penn und dessen Familie. Während seiner Karriere gab es Höhen und Tiefen, die zeitweise in Frustration und Depressionen mündeten und die Call mit Alkohol zu bekämpfen versuchte. Am Boden angekommen begab er sich in eine mehrmonatige Rehabilitation um seine Alkoholkrankheit zu bekämpfen und trat den Anonymen Alkoholikern bei. Er blieb bis zu seinem Tod – über 27 Jahre lang – „trocken“ und unterstützte über die gesamte Zeit die Anonymen Alkoholiker, um anderen zu helfen.
Im Jahr 2017 zog er sich von der Schauspielerei zurück. Er zog in seine Heimat nach Utah, wo er Zeit mit seiner Familie verbrachte, sich der Malerei widmete (mit Motiven des Amerikanischen Westens) und sich um seine Mutter kümmerte, die im November 2018 verstarb. Er selbst litt seit längerer Zeit unter starken Rückenschmerzen und musste sich deshalb zweimal operieren lassen.
Er starb im Alter von 70 Jahren an Komplikationen nach einer Rückenoperation und fand seine letzte Ruhe auf dem Friedhof des Washington Heights Memorial Park in Ogden.

## Karriere
Seine Fernsehkarriere begann 1979 mit einer Nebenrolle in der Fernsehserie Barnaby Jones – einem Ableger der Fernsehserie Cannon mit William Conrad. Seinen Durchbruch hatte Call 1985, als er von Regisseur Leo Penn in einer Folge der Fernsehserie von Trapper John, M.D. entdeckt und engagiert wurde. Es folgten Rollen in Filmen wie Auf kurze Distanz, Colors – Farben der Gewalt, Ich bin Sam, Into the Wild, Ein Richter für Berlin, No Man’s Land – Tatort 911, Im Vorhof der Hölle, Das Gewicht des Wassers und Blaze of Glory – Flammender Ruhm, an der Seite von Leo Penn, Sean Penn, Martin Sheen, Charlie Sheen und Emilio Estevez.
Call spielte außerdem in den Walter-Hill-Filmen Nur 48 Stunden an der Seite von Nick Nolte, Zum Teufel mit den Kohlen an der Seite von John Candy und Last Man Standing an der Seite von Bruce Willis. Weitere Rollen hatte er in Babel mit Brad Pitt, in Oliver Stones Geboren am 4. Juli an der Seite von Tom Cruise, in Michael Manns Showdown in L.A., in Mord nach Plan mit Sandra Bullock und in Waterworld an der Seite von Kevin Costner.
Als gefragter Seriendarsteller wirkte er in zahlreichen Fernsehserien und Fernsehfilmen mit; hierzu gehören unter anderem Burn Notice, Das Gift des Zweifels, die CBS-Serie EZ Streets, Mord ist ihr Hobby, Die Zeitfalle (an der Seite von Klaus Kinski) oder Akte X – Die unheimlichen Fälle des FBI. In Stephen Kings Schöne Neue Zeit spielte er die Figur des Jude Andrews.
Zu Calls letzten Bühnenarbeiten gehören Blackout (Variety nannte seine Darstellung „fesselnd“), The Speed of Darkness, Drift sowie Good Bobby.

## Auszeichnungen
Call war 2010 Gewinner des Action On Film International Film Festival (AOF) „Legends Award“.

## Filmografie
| Jahr      | Titel                                       | Rolle                               | Regie                          | Anmerkungen              |
| --------- | ------------------------------------------- | ----------------------------------- | ------------------------------ | ------------------------ |
| 2015      | Blue Telescope                              | John Fortuna                        | John D. Wagner                 |                          |
| 2015      | Rogues of LA                                | Neal                                | Stuart Alexander               | 1 Folge                  |
| 2014      | Castle                                      | Quinn                               | Mickey Barbozza                | 1 Folge (als RD Call)    |
| 2012      | Silent Night in Muncie                      | Michael                             | Jon D. Wagner                  | Kurzfilm                 |
| 2012      | Perception                                  | Marcus                              | Stan Harrington                |                          |
| 2012      | Burn Notice                                 | Quinn                               | Alfredo Barrios Jr.            | 1 Folge                  |
| 2009      | Follow the Prophet                          | General Davis                       | Drew Ann Rosenberg             |                          |
| 2008      | Adventures in Appletown                     | Coach Joe                           | Robert Moresco                 |                          |
| 2007      | Into the Wild                               | Bull                                | Sean Penn                      |                          |
| 2006      | The Work and the Glory III: A House Divided | Boggs                               | Sterling Van Wagenen           |                          |
| 2006      | The Drop                                    | Interviewer                         | Kevin Lewis                    |                          |
| 2006      | Babel                                       | FBI-Verhörspezialist                | Alejandro González Iñárritu    |                          |
| 2006      | Dark Heart                                  | Finn                                | Kevin Lewis                    |                          |
| 2005      | The Work and the Glory II: American Zion    | Boggs                               | Sterling Van Wagenen           |                          |
| 2005      | Supernatural                                | Sheriff Pierce                      | David Nutter                   | Pilotfolge               |
| 2002      | JAG – Im Auftrag der Ehre                   | Master Chief Proctor                | Michael Schultz                | 1 Folge                  |
| 2002      | Mord nach Plan                              | Captain Rod Cody                    | Barbet Schroeder               |                          |
| 2001      | Ich bin Sam                                 | Polizist im Park                    | Jessie Nelson                  |                          |
| 2000      | Das Gewicht des Wassers                     | Offizier der Küstenwache            | Kathryn Bigelow                |                          |
| 2000      | Family Law                                  | Sergeant Rodriguez                  | verschiedene                   | 1 Folge                  |
| 1998      | Malaika                                     | Jack Grant                          | Marina Martins                 |                          |
| 1998      | Logan's War: Bound by Honor                 | Albert Talgorno                     | Michael Preece                 | Fernsehfilm              |
| 1993–1998 | Walker, Texas Ranger                        | Stan Gorman / Dave Kilmer           | Michael Preece / Tony Mordente | 2 Folgen                 |
| 1998      | Diagnose: Mord                              | Eddie Wallace                       | Christopher Hibler             | 1 Folge                  |
| 1998      | Practice – Die Anwälte                      | Detective Morris                    | Michael Schultz                | 1 Folge                  |
| 1996–1997 | EZ Streets                                  | Michael „Fivers“ Dugan              | verschiedene                   | 9 Folgen                 |
| 1996      | Last Man Standing                           | Jack McCool                         | Walter Hill                    |                          |
| 1995      | Waterworld                                  | Vollstrecker                        | Kevin Reynolds                 |                          |
| 1994      | Akte X – Die unheimlichen Fälle des FBI     | Sheriff Maurice Daniels             | Michael Lange                  | Folge „Der Wunderheiler“ |
| 1994      | Mord ist ihr Hobby                          | Joseph Kempinsky                    | Peter S. Fischer               | 1 Folge                  |
| 1993      | Jack Reed: Badge of Honor                   | Lt. Lloyd Butler                    | Kevin Connor                   | Fernsehfilm              |
| 1992      | Das Gift des Zweifels                       | Bezirksstaatsanwalt Mitchell Norton | Yves Simoneau                  | Fernsehfilm              |
| 1991      | Das Geld anderer Leute                      | Arthur                              | Norman Jewison                 |                          |
| 1991      | Stephen Kings Schöne Neue Zeit              | Jude Andrews                        | verschiedene                   | 7 Folgen                 |
| 1990      | Im Vorhof der Hölle                         | Pat Nicholson, Frankies Lieutenant  | Phil Joanou                    |                          |
| 1990      | Blaze of Glory – Flammender Ruhm            | D.A. Rynerson                       | Geoff Murphy                   |                          |
| 1990      | Paradise – Ein Mann, ein Colt, vier Kinder  | Fletcher                            | Michael Lange                  | 1 Folge                  |
| 1989      | Geboren am 4. Juli                          | Chaplain – Vietnam                  | Oliver Stone                   |                          |
| 1989      | Showdown in L.A.                            | Harry Dieter                        | Michael Mann                   | Fernsehfilm              |
| 1988–1989 | Knightwatch                                 | Bates                               | verschiedene                   | 3 Folgen                 |
| 1989      | Alabama - Saat des Hasses                   | KKK-Anhänger                        | Dick Lowry                     | Fernsehfilm              |
| 1988      | War Party                                   | Gruppenmitglied #1                  | Franc Roddam                   |                          |
| 1988      | Ein Richter für Berlin                      | Stephen N. Raboun                   | Leo Penn                       |                          |
| 1988      | Colors – Farben der Gewalt                  | Officer Rusty Baines                | Dennis Hopper                  |                          |
| 1987      | No Man’s Land – Tatort 911                  | Frank Martin                        | Peter Werner                   |                          |
| 1987      | Die Zeitfalle                               | Bart                                | Michael Schultz                | Fernsehfilm              |
| 1986      | Times Square Gang                           | kein Rollenname                     | Curtis Hanson                  | Fernsehfilm              |
| 1986      | Auf kurze Distanz                           | Dickie                              | James Foley                    |                          |
| 1985      | Zum Teufel mit den Kohlen                   | Gerichtsdiener                      | Walter Hill                    |                          |
| 1985      | Trapper John, M.D.                          | Wäscherei-Fahrer                    | Leo Penn                       | 1 Folge                  |
| 1985      | V – Die außerirdischen Besucher kommen      | Mitteilung überbringender Besucher  | Cliff Bole                     | 1 Folge                  |
| 1982      | Nur 48 Stunden                              | Sergeant in Bereitschaft            | Walter Hill                    |                          |
| 1982      | Unsere kleine Farm                          | Dwayne                              | Michael Landon                 | 1 Folge                  |
| 1979      | Barnaby Jones                               | Walsh                               | Winrich Kolbe                  | 1 Folge                  |